# Shō Shishō
Shishō (思紹?  r. 1407-1421),  o Shō Shishō (尚思紹?) en fuentes posteriores, fue Anji de Sashiki y posteriormente rey de Chūzan, uno de los tres estados de la isla de Okinawa, antes de que se unieran. Fue el progenitor de lo que se convirtió en la Primera dinastía Shō.
El hijo de Shishō fue Shō Hashi, conocido como el primer rey del Reino de Ryukyu. Shō Hashi derrocó al jefe Bunei de Chūzan en 1406 e instaló a su padre como rey. Su reinado fue reconocido por el Emperador Yongle de China, que hizo que se enviara una misión diplomática a la capital ryukiana en 1415. Se le dio retroactivamente el apellido Shō (尚?) (Shang en chino) cuando el Emperador le otorgó el nombre de Shō Hashi.
El 30 de enero de 1406, el emperador Yongle expresó su horror cuando los ryukyuanos castraron a algunos de sus propios hijos para convertirlos en eunucos para servir en el palacio imperial Ming. El emperador dijo que los niños castrados eran inocentes y no merecían la castración, y devolvió a los niños a Ryukyu y les ordenó que no volvieran a enviar eunucos. Este faux pas cometido por Bunei contribuyó, si no dio lugar, al golpe de Estado de Shō Hashi.
Shishō era rey cuando las fuerzas de Chūzan invadieron y conquistaron el vecino Reino de Hokuzan en 1416.